# Cultura Profética
Cultura Profética (en inglés, Prophetic Culture) es una banda puertorriqueña de reggae formada en 1996. La banda ha sufrido varios cambios en su formación, pero los miembros fundadores Willy Rodríguez (bajo, voz), Eliut González (guitarra) y Omar Silva (guitarra, bajo) han permanecido en el grupo a lo largo de su historia. A pesar de interpretar principalmente música reggae, Cultura Profética ha experimentado con géneros como la bossa nova, el tango, el jazz y la salsa. Líricamente, el grupo discute cuestiones sociopolíticas y ecológicas, incluida la identidad latinoamericana y las preocupaciones ambientales, así como las relaciones interpersonales y el amor.
Después de ganar popularidad en Puerto Rico como banda de versiones, Cultura Profética comenzó a interpretar música original y lanzó su álbum debut, Canción de Alerta, en 1996. El grupo siguió con Ideas Nuevas en 2000, que incluyó una mayor experimentación musical con una variedad más amplia de estilos musicales, y luego Diario en 2004. Después de mudarse a México, la banda lanzó M.O.T.A. en 2005, que alcanzó el puesto número 12 en la lista Billboard Hot Latin Albums. En 2010, Cultura Profética lanzó La Dulzura, que tomó un enfoque lírico más romántico y produjo el éxito radiofónico "La Complicidad". En los últimos años, Cultura Profética ha lanzado los sencillos "Saca, Prende y Sorprende" (2014), "Le Da Igual" (2015) y "Musica Sin Tiempo" (2017). El grupo lanzó su álbum más reciente, Sobrevolando, en noviembre de 2019.

## Historia

### 1996-2000: Formación yCanción de Alerta
Cultura Profética comenzó originalmente como una banda de versiones, interpretando canciones populares de reggae en pequeños bares y clubes antes de comenzar a interpretar música original en español. Poco después de hacer la transición para interpretar música original, el grupo adoptó el nombre Cultura Profética, que se inspiró en la visión de que "la música es una voz de la cultura y es profética porque la música reggae que amamos y que nos influyó es del ' Años 70 con temas de lo que está pasando ahora que puede afectar nuestro futuro", según el guitarrista/bajista Omar Silva.
Muchos de los miembros originales del grupo asistieron a la Escuela Elemental y la Escuela Secundaria de la Universidad de Puerto Rico, una institución destacada por sus enfoques de enseñanza progresivos y experimentales. El vocalista/bajista Willy Rodríguez comentó: "Es una escuela en la que te permiten decidir algunas cosas por tu cuenta, tienes tiempo libre entre clases [cuando] puedes hacer tus propias cosas y hay mucha cultura musical. en la escuela tiende a permitirte explorar tus intereses artísticos... Siempre hubo un aire de liberación, de pensar por tu cuenta, creo que eso influyó mucho en lo que hacemos hoy musical e ideológicamente".Miembros del grupo Boris Bilbraut, Willy Rodríguez, Eliut González, Juan Costa e Ivan Gutiérres comenzaron a tocar juntos en 1996, unidos por un interés compartido en la música reggae, particularmente Bob Marley.Estas sesiones de ensayo se llevaron a cabo en El Hoyo, un barrio del área metropolitana de San Juan.
Después de dejar de ser una banda de versiones, el grupo rápidamente ganó popularidad en la escena del reggae puertorriqueño. Cultura Profética comenzó a actuar en los principales festivales de reggae y como telonero del músico de reggae jamaicano Don Carlos.El primer álbum de la banda, Canción de Alerta (1998), fue grabado en los estudios Tuff Gong en Jamaica con Errol Brown, líder de Hot Chocolate e ingeniero de sonido de Bob Marley. El grupo fue el primer acto en español en grabar en los estudios de Marley. El expediente analiza una serie de cuestiones sociales en Puerto Rico, incluida la importancia de reconocer la influencia africana de la isla.

### 1998-2009:Ideas Nuevas,DiarioyM.O.T.A.
El grupo regresó a los estudios Tuff Gong en 1999 para grabar su segundo álbum, Ideas Nuevas, que fue lanzado en mayo de 2000. En este disco, la banda comenzó a experimentar con una variedad de ritmos como bossa nova, salsa, ska y jazz. El álbum fue dedicado a un profesor de música de la Universidad de Puerto Rico.La banda actuó en el anfiteatro de Tito Puente el 12 de mayo de 2000, y luego lanzó una grabación de la actuación en forma de álbum en vivo Cultura en Vivo.En 2002, la banda lanzó su tercer álbum de estudio, Diario. En este álbum, la banda pretendía producir un disco que representara la vida cotidiana puertorriqueña, introduciendo ocasionalmente canciones con interludios de conversaciones casuales y ruido de fondo, ejemplificados por canciones como "De Antes" y "Pa'l Tanama".
En 2004, Cultura Profética comenzó a centrarse en el escenario internacional y finalmente se mudó temporalmente a México.Su cuarto álbum de estudio, M.O.T.A., fue lanzado en octubre de 2005 luego de una gira por México. M.O.T.A alcanzó el puesto número 12 en la lista Billboard Hot Latin Albums, permaneciendo en la posición durante dos semanas.También en 2005, el grupo colaboró con el rapero puertorriqueño Vico C en su canción "Te Me Puedo Escapar" de su álbum Desahogo.En enero de 2006, la canción "Ritmo Que Pesa" de M.O.T.A. alcanzó el puesto 35 en la lista Billboard Latin Pop Songs. En 2007, el grupo lanzó Tribute to the Legend: Bob Marley, una grabación en vivo del grupo interpretando canciones de Bob Marley.Después del lanzamiento del álbum tributo, Cultura Profética realizó extensas giras por América Latina y amplió su base de fans, particularmente en Argentina.A finales del verano de 2008 se lanzó un DVD que cubre su actuación en el Coliseo José Miguel Agrelot.

### 2010-presente:La DulzuraySobrevolando

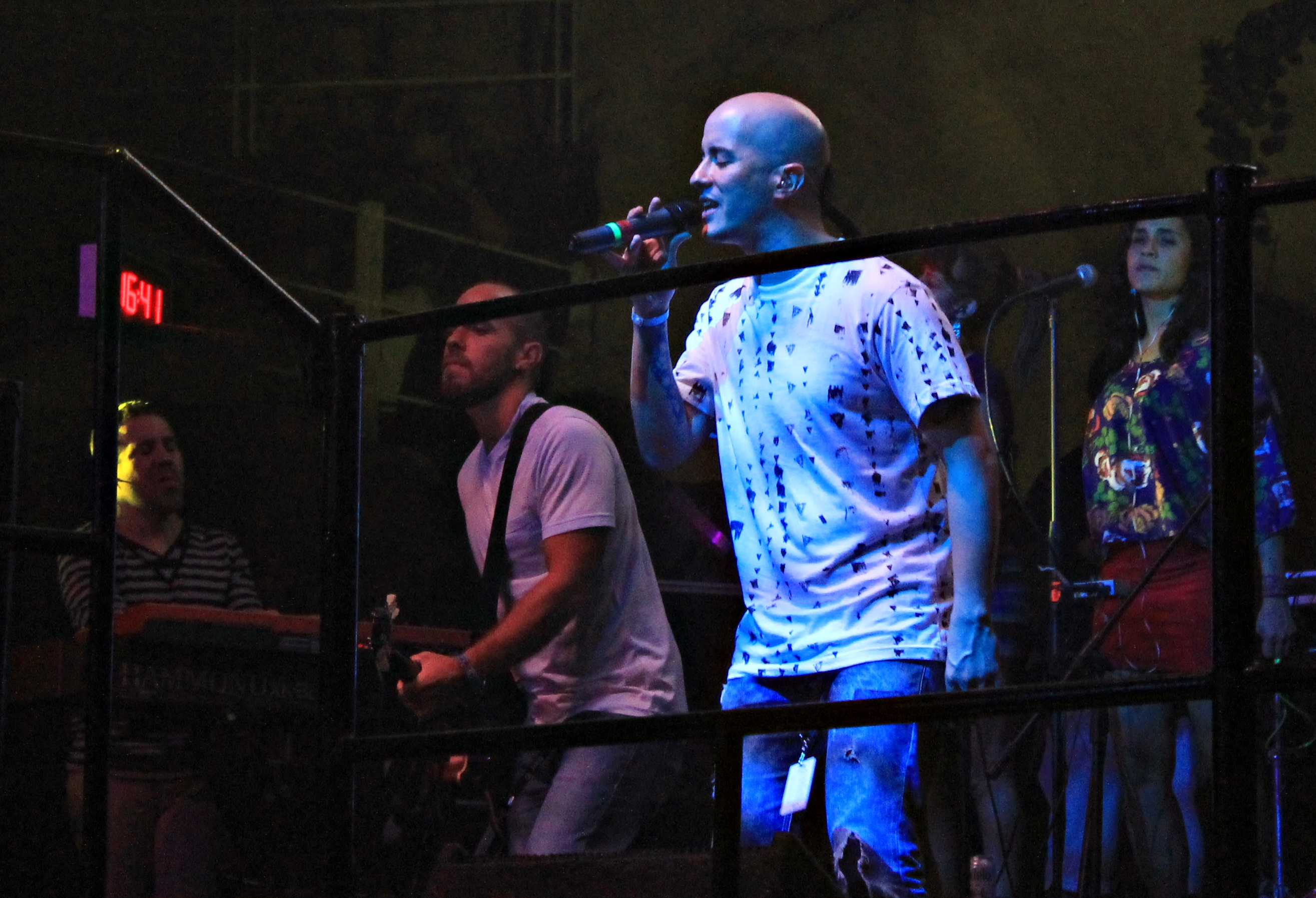
Cultura Profética presentándose en Cancún en noviembre de 2011.

En 2010, Cultura Profética lanzó La Dulzura, el primer disco del grupo en su propio sello discográfico, La Mafafa.Al hablar de la decisión de crear un sello discográfico independiente, Rodríguez explicó: "No puedo negar que hablamos con diferentes sellos, pero no encontramos nada favorable. Los sellos estamos pasando por momentos difíciles y decidimos afrontarlo por nuestra cuenta". Muchas de las canciones del álbum fueron escritas e interpretadas durante la extensa gira de la banda que comenzó en 2007, y las canciones sufrieron numerosas transformaciones durante este tiempo.Antes del lanzamiento oficial del álbum, la banda publicó canciones en Internet, incluida "La Complicidad", que se convirtió en un éxito de radio en Puerto Rico. La Dulzura debutó en el número cinco de la lista Top Latin Albums de Billboard.
La Dulzura representó un cambio estilístico para el grupo, tanto musical como líricamente.La canción "Del Tope al Fondo" está influenciada por la música argentina, especialmente el género del tango.[11] Líricamente, la banda aborda temas más románticos en contraposición al énfasis político de los discos anteriores del grupo. El guitarrista Eliut González comentó que la banda pretendía cambiar la discusión hacia "las cosas buenas del mundo", y explicó que "sabemos que la gente necesita ayuda y que detrás de cada revolución o movimiento hay amor. Queríamos documentar eso en nuestro música, pero sin hacerlo de una manera cursi o típica".Los sencillos "Baja la Tensión", "La Complicidad", "Para Estar" e "Ilegal" figuraron en la lista Billboard Latin Pop Songs. En 2011, el grupo colaboró con el músico dominicano Vicente García en su sencillo "Mi Balcón".
El sencillo del grupo "Saca, Prende y Sorprende", lanzado en 2014, rinde homenaje al DJ y rapero jamaicano Super Cat y aboga por la legalización de la marihuana.González describe el próximo disco de la banda como "muy diferente" de La Dulzura, señalando que el grupo comenzó a trabajar en material nuevo mientras estaban de gira aproximadamente un año después del lanzamiento del álbum.En marzo de 2017, el grupo lanzó el sencillo "Música Sin Tiempo", que es una celebración de "lo que la música representa para ellos en su vida diaria".
El 1 de noviembre de 2019, la banda lanzó el álbum Sobrevolando, que debutó en el número dos en la lista Billboard Reggae Albums Chart. Rodríguez también colaboró con el artista de reguetón Ozuna en la canción "Temporal" de su álbum Nibiru, lanzado el 29 de noviembre de 2019. En marzo de 2020, Cultura Profética colaboró con el cantante estadounidense John Legend y el grupo de mariachi mexicano-estadounidense Flor De Toloache en el sencillo "Quisiera".La canción, escrita por el artista dominicano de bachata Juan Luis Guerra, contiene influencias de reggae, soul y mariachi.

## Estilo musical
Cultura Profética no limita su estética con sellos o clasificaciones musicales estrictas. Aunque la base musical es el reggae roots, son muy perceptibles los toques armónicos del jazz, el funk y la electrónica, además de los ritmos de hip hop, ska, la música brasileña y una indiscutible síntesis de las raíces afro-caribeñas en general, incursionando incluso en el “world music”.  La textura es rica en disonancia y ritmo logrando un sonido muy peculiar que ha sido admirado por grandes cantidades de artistas, músicos, ingenieros y los más grandes exponentes del reggae en el ámbito internacional.
Conscientes de las realidades sociopolíticas de su Puerto Rico natal y la geopolítica en general, deciden levantar su inspiración en favor de la libertad, la igualdad, la naturaleza y el amor, a través de canciones motivadoras y originales. Armadas con buen sentido poético, sus creaciones resultan frescas y espontáneas, con carácter contemporáneo y valor universal.

## Integrantes

### Formación actual
- Willy Rodríguez (voz y bajo)
- Omar Silva (guitarra y bajo)
- Juanqui Sulsona (piano y teclados)
- Eliut A. González (guitarra)
- Boris Bilbraut (ex-batería) inicio - 2019
- Daniel Lo Presti (órgano y teclados)
- Ernesto "Bebo" Rodríguez (batería y voz)
- Adriana Betancourt (coros)
- Tanicha López (coros)
- Víctor Vázquez (trombón)
- Pedro Ruiz (trompeta)
- Enrique Kalani Trinidad (saxofón)
- Roberto Almodóvar (sonidista de sala)
- Elier Caro (sonidista de monitores)
- Álex Díaz (visuales y fotografía)
- Ernesto Bebo Dumont (voz, batería y percusión) 2019 - actualidad

## Discografía

### Álbumes de estudio
- Canción de alerta (1996)
- Ideas nuevas (1999)
- Diario (2002)
- M.O.T.A. (2005)
- La dulzura (2010)
- Sobrevolando (2019)
- La Dulzura ( instrumental) (2023)

### Álbumes en vivo
- Cultura en vivo (2001)
- Tribute to the Legend: Bob Marley (2007)
- 15 aniversario en el Luna Park (2012)

### Otros
- Silencio Hospital (2010)
- Saca, prende y sorprende (2014)
- Le da igual (2015)
- Música sin tiempo (2017)
- Sin Ti (Willy Rodríguez) (2018) En colaboración con Rawayana, Mcklopedia & La vida Boheme.
- Llevarte allí (2018)
- Caracoles (2019)
- Fuíste Cruel (2021)
- Solo Un Eco (2023)
- Para Mí (2023)